# Wladimir Onufrijewitsch Kowalewski

Sowjetische Briefmarke mit dem Porträt Kowalewskis (1952)

Wladimir Onufrijewitsch Kowalewski (russisch Владимир Онуфриевич Ковалевский, auch Woldemar Kowalevsky, 2. Augustjul. / 14. August 1842greg. in Schustjanka, Kreis Dünaburg, Gouvernement Witebsk, heute Vārkava, Lettland; † 16. Apriljul. / 28. April 1883greg. in Moskau) war ein russischer Paläontologe polnischer Abstammung, bekannt für Arbeiten zur Abstammungslinie der Pferde.

## Leben
Kowalewski entstammte einer adligen polnischen Familie. Er war der Sohn von Onufri Ossipowitsch und Polina Petrowna Kowalewski und der Bruder des Zoologen (Embryologie) Alexander Onufrijewitsch Kowalewski (1840–1901), eines Schülers von Ernst Haeckel, der die Darwinsche Evolutionstheorie in Russland einführte. Kowalewski studierte zunächst Jura in London und St. Petersburg und erwarb 1861 seinen Abschluss an der Universität St. Petersburg. Im Anschluss an dieses Studium arbeitete er als Jurist (Titularrat). Ab 1863 wandte er sich unter dem Einfluss seines Bruders zunehmend der Geologie, Anatomie und Paläontologie zu, endgültig jedoch erst nach dem Tod seines Vaters 1867. Kowalewski war seit 1868 mit der Mathematikerin Sofia Kowalewskaja verheiratet, die Ehe wurde ursprünglich nur pro forma geschlossen, um seiner Frau ein Studium im Ausland zu ermöglichen. Beide reisten aber nach der Eheschließung häufig gemeinsam durch Europa, wo Kowalewski in den paläontologischen Sammlungen der Universitäten von Heidelberg, Jena, München und 1870/71 in Paris Fossilien studierte. 1872 wurde er an der Universität Jena mit einer Arbeit über die Evolution der Pferde (Über das Anchitherium aurelianese Cuv. und die paläontologische Geschichte des Pferdes) promoviert. Auch nach der Promotion blieb die Entwicklung des Stammbaums der Huftiere sein Hauptarbeitsgebiet. Dabei fand er in den Fossilien Belege für die Evolutionstheorie. Er korrespondierte mit Charles Darwin, den er aus London kannte. 1873 kehrte er mit seiner Frau aus dem Ausland nach Sankt Petersburg zurück, wo er Kurator des Zoologischen Kabinetts wurde. Ab 1876 war er Herausgeber einer Zeitung (Nowoje wremja), für die auch seine Frau schrieb. Ein Jahr später verließen sie die Zeitung aus politischen Gründen und engagierten sich ab 1878 in der höheren Erziehung für Frauen. Im gleichen Jahr kam die Tochter Fufa zur Welt. Daneben spekulierte das Ehepaar in Immobilien, ging dabei aber bankrott und zog daraufhin nach Moskau. Kowalewski lehrte ab 1881 an der Lomonossow-Universität in Moskau, während seine Frau mit der Tochter nach Berlin zum Studium bei Karl Weierstraß ging und die Ehe aufkündigte. 1882 reiste er zum Studium von Fossilien in die USA.
Kowalewski übersetzte Werke von Darwin, Louis Agassiz, Charles Lyell (Prinzipien der Geologie) und andere naturwissenschaftliche Klassiker wie Brehms Tierleben sowie deutsche klassische Literatur ins Russische.
Kowalewski starb durch Suizid, nachdem eine Ölgesellschaft, mit deren Aktien er spekuliert hatte, bankrottgegangen war.

## Schriften
- Monographie der Gattung Anthracotherium Cuv. und Versuch einer natürlichen Classification der fossilen Huftiere In: Palaeontographica. Beiträge zur Naturgeschichte der Vorwelt, 22, Dritte Lieferung vom September 1873, Cassel 1876, S. 131–210, Tafel VII–IX (Digitalisat)
- Monographie der Gattung Anthracotherium Cuv. und Versuch einer natürlichen Classification der fossilen Huftiere In: Palaeontographica. Beiträge zur Naturgeschichte der Vorwelt, 22, Vierte Lieferung vom Januar 1874, Cassel 1876, S. 211–290, Tafel X–XII (Digitalisat)
- Monographie der Gattung Anthracotherium Cuv. und Versuch einer natürlichen Classification der fossilen Huftiere In: Palaeontographica. Beiträge zur Naturgeschichte der Vorwelt, 22, Fünfte Lieferung vom März 1874, Cassel 1876, S. 291–346, Tafel XIII–XVII (Digitalisat)
- Osteologie des Genus Entelodon Aym. In: Palaeontographica. Beiträge zur Naturgeschichte der Vorwelt, 22, Siebente Lieferung vom April 1876, Cassel 1876, S. 415–450, Tafel XXV–XXVII (Digitalisat)